# João Pedro Silva
João Pedro Francisco da Silva, más conocido como João Pedro Silva, (Nova Iguaçu, 29 de enero de 1994) es un jugador de balonmano brasileño que juega como central en el RK Vojvodina. Es internacional con la selección de balonmano de Brasil.

## Palmarés

### Selección nacional
| Juegos Panamericanos                      | Juegos Panamericanos | Juegos Panamericanos | Juegos Panamericanos |
| Año                                       | Lugar                | Medalla              |                      |
| ----------------------------------------- | -------------------- | -------------------- | -------------------- |
| 2019                                      | Lima                 | Medalla de bronce    |                      |
| 2023                                      | Santiago de Chile    | Medalla de plata     |                      |
| Campeonato Panamericano                   |                      |                      |                      |
| Año                                       | Lugar                | Medalla              |                      |
| 2016                                      | Argentina            | Medalla de oro       |                      |
| Campeonato Sudamericano y Centroamericano |                      |                      |                      |
| Año                                       | Lugar                | Medalla              |                      |
| 2022                                      | Brasil               | Medalla de oro       |                      |

### Benfica
- Copa de Portugal de balonmano (1): 2018

### Dinamo Bucarest
- Liga Națională (1): 2023

## Clubes
- Barcelona B (2013-2014)[2]
- Ademar León (2014-2015)[3]
- Chambéry Savoie HB (2015-2017)[4]
- SL Benfica (2017-2019)
- Steaua Bucarest (2019-2020)
- Club Balonmano Puente Genil (2020-2022)
- Dinamo Bucarest (2022-2023)[5]
- CSM București (2023-2024)
- RK Vojvodina (2024- )